# Compassion (soziales Lernen)

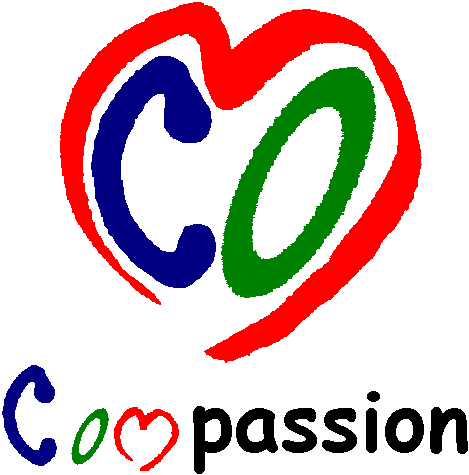
Logo des Compassion-Projektes

Das Compassion-Projekt ist ein Projekt sozialen Lernens. Ziel ist die Entwicklung sozialverpflichteter Haltungen wie Solidarität, Kooperation, Kommunikation und Engagement für Menschen, die auf die Hilfe anderer Personen angewiesen sind. Zu diesem Zweck gehen die Schüler der Projektschulen während des Schuljahres jeweils zwei Wochen lang in eine soziale Einrichtung, in Altenheime, Krankenhäuser, Behinderteneinrichtungen, Obdachlosenheime, Kindergärten, Bahnhofsmissionen und Ähnliches. Die Erfahrungen, die in der Praxis gemacht werden, werden mit schulischem Unterricht der unterschiedlichen Fächer vor und nach dem Praktikum verbunden.
Die Initiatoren des Compassion-Projektes, eine Arbeitsgruppe bei der Deutschen Bischofskonferenz unter Federführung von Adolf Weisbrod, dem ehemaligen Direktor der Schulstiftung der Erzdiözese Freiburg, sehen in der Bildung sozialer Sensibilität und sozialverpflichteter Haltungen eine für die Gesellschaft relevante Aufgabe, der sich Schulen stellen müssen. Solidarität, mitmenschliches Handeln, ethisches Lernen und Erlebnisbezogenheit sind wichtige Stichwörter der Zielvorgabe. 
Das Projekt wurde wissenschaftlich begleitet und evaluiert. Dabei konnte belegt werden, dass durch dieses Projekt soziale Sensibilität nachhaltig erlernt und verstärkt werden kann.
Alle ca. 13.000 Schüler der Schulen der Schulstiftung der Erzdiözese Freiburg nehmen verbindlich am Compassion-Projekt teil. Inzwischen übernehmen auch viele staatliche und private Schulen im In- und Ausland dieses Projekt. In den Bildungsplan für die Realschulen in Baden-Württemberg wurde 2004 mit TOP SE (Themenorientiertes Projekt Soziales Engagement) ein ähnliches Projekt aufgenommen. Von 2005 bis 2008 gab es ein Projekt im Rahmen des Comenius-Programms „Schulentwicklungsprojekte zur Förderung sozialen Lernens an Schulen“ der Europäischen Union zum Thema Compassion, an dem sich mehrere Schulen aus Deutschland, den Niederlanden, Österreich und Tschechien beteiligten. Das Sozialpraktikum ist auch an vielen Schulen in monastischer Trägerschaft fester Bestandteil des Schulprofils, so z. B. in fast allen benediktinischen und zisterziensischen Schulen in Deutschland.
2002 wurde das Compassion-Projekt mit dem Alcuin-Award der European Parents Association (EPA), der größten europäischen Elternorganisation, als ein vorbildliches Projekt mit Potential zur Implementierung in ganz Europa ausgezeichnet.
Das Compassion-Projekt wird in einem 2010 erschienenen Schulbuch für das Fach Gemeinschaftskunde der gymnasialen Oberstufe als ein Beispiel von Ehrenamt und bürgerschaftlichem Engagement beschrieben.
Der Begriff Compassion wird verstanden als „Mitleidenschaft“ und ist im politischen Denken der sechziger Jahre geprägt worden.

## Weitere Literatur
- Compassion – Weltprogramm des Christentums. Verlag Herder, Freiburg, ISBN 3-451-27211-3
- Lothar Kuld: Compassion – Raus aus der Ego-Falle. Vier-Türme-Verlag, Münsterschwarzach, ISBN 3-878-68638-2
- Lothar Kuld, Stefan Gönnheimer: Praxisbuch Compassion – Soziales Lernen an Schulen. Auer-Verlag GmbH, ISBN 3-403-03741-X
- COMPASSION – Eine Idee macht Schule. In: engagement (Zeitschrift für Erziehung und Schule) Heft 1/2005, Aschendorff Verlag, ISSN 0723-3507
- Christoph Kunz, Birgit Bäuerle, Martin Kimmig: Besinnungstage, Schullandheim, Compassion: Ideen und Praxishilfen für die pädagogische Arbeit. ISBN 3-827-62655-2
- Alexandra Weber-Jung: Soziales Engagement und Geschlecht. Untersuchung zu genderspezifischen Wirkungen des Compassion-Projekts. LIT-Verlag 2011, ISBN 9783643110237